# ハイミート・フォン・ドーデラー
フランツ・カール・ハイミート・リッター・フォン・ドーデラー　(独: Franz Carl Heimito Ritter von Doderer、 1896年9月5日 - 1966年12月23日) は、オーストリアの小説家。代表作は　『シュトルードルホーフ階段　あるいはメルツァーと歳月の深み』、『悪霊』 。日本語訳には『窓の灯 -- 顧問官ユリウス・ツィハールの人間化　-- 』がある。

## 生涯

### 生い立ち
ハイミート・フォン・ドーデラーは1896年、ウィーン出身で建築家のヴィルヘルム・カール・フォン・ドーデラーとミュンヘン出身のヴィルヘルミーネ・フォン・ドーデラーの6人兄弟の末っ子として今日のウィーンに生まれた。
祖母のマリーア・フォン・グライジンガーの家系を通して、ドーデラーは詩人ニコラウス・レーナウと親戚関係にある。彼の父はカトリック、母はプロテスタントの洗礼を受けている。
ドーデラーの父は指導的立場でタウアーン線やキール運河、ウィーンのシュタットバーン等の建設に携わっていた。彼の家族は当時オーストリアで最も裕福な一族の一つであったが、第一次世界大戦の影響でその財産は大きなダメージを受けた。

### 青年時代
青年期のドーデラーは家庭教師のアルブレヒト・ライフと最初の同性愛を経験している。また彼は女性との恋愛を複数経験しており、売春宿へも通っていた。ドーデラーには人生を通して両性愛的傾向とサド・マゾヒズム的傾向があった。この傾向は彼の作品に度々反映されている。
1914年にドーデラーはウィーン大学の法学部に入学している。その後、1915年4月に彼は一年志願兵として、騎兵隊「Dreier-Dragonern」に入隊している。この隊は当時のオーストリアで最も貴族的な騎兵隊であった。 基礎訓練の後、ドーデラーは1916年の1月には歩兵としてウクライナ南西部のガリツィアへ、その後ブコビナへ派遣される。そして1916年7月12日に彼はロシアの捕虜となる。
1920年、オーストリア人捕虜は解放される。それにより、その年の8月14日にドーデラーはウィーンへ帰郷する。

### 1920年から1932年: ウィーン時代
1920年の終わり頃からドーデラーは戦争で中断していた大学での学業を再開する。その際、彼は専攻を歴史学と心理学へと移した。そこでドーデラーはオズワルド・レードリヒとハインリヒ・フォン・スルビクのもとで歴史を、カール・ビューラーとヘルマン・スヴォボダのもとで心理学を学んだ。
ドーデラーの歴史に関する興味はこの間、特に中世とウィーンの歴史に集中していた。また大学在学中に彼は新聞へ記事を寄稿したり、詩や小説を書き始めたりした。
1921年の夏、ドーデラーは同い年の女性、アウグステ・レオポルディーネ・ハスターリク (愛称グスティ) と知り合い、付き合うことになる。ハスターリクはウィーン出身のカトリックの洗礼を受けた改宗ユダヤ人で 、医者の家庭に生まれた。彼女はピアニストとしての教育を受けている。
1923年にドーデラーは、彼にとって最初の本となる詩集『路地と風景 (Gassen und Landschaft) 』を、ルドルフ・ハイバッハの出版社にて発表している。また1924年には同出版社で『 突破口 (Die Bresche)  』を発表したが、どちらも成功を得ることは出来なかった。1925年、大学を卒業する。卒業論文のタイトルは『１５世紀ウィーンの市民の歴史 (Zur bürgerlichen Geschichtsschreibung in Wien während des 15. Jahrhunderts) 』であった。
その後ドーデラーは新聞や雑誌のための記事を本格的に書き始める。しかしながらそれで十分な収入を得ることは出来なかった。それゆえドーデラーは両親の経済的援助に頼り、家族の元に住み続けた。
1927年、姉のヘルガが自殺する。1930年、『帝国の秘密 (Das Geheimnis des Reichs) 』が出版される。同年、互いの間に様々な問題を抱えたままドーデラーはグスティと結婚する。しかしながらこの結婚は表面的なものでしかなかった。二人はともに住む家を探すことも見つけることもなかった。1932年、夫婦は離婚する。この離婚は正式には1939年、ドーデラーが彼自身に罪がないことを主張した後、成立した。その後グスティはアメリカへと旅立っている。

### ナチスへの入党
1933年4月1日、ドーデラーはオーストリアの国家社会主義ドイツ労働者党 (NSDAP) に入党する。この決断の裏には、同様にナチ党に加盟した彼の姉アストリーと数人の友人の影響があったと考えられる。
1936年8月、ドーデラーはドイツのダッハウへ移り住む。しかしながら彼の日記や手紙にはダッハウ強制収容所に関する記録が見当たらない。オーストリアでは1933年6月19日に国家社会主義ドイツ労働者党が禁止されたため、ドーデラーは党員としての席をダッハウへ移し、帝国文学院 ( Reichsschrifttumskammer) に雇用されるための申請を行った。
1936年の終わり頃からドーデラーはナチス党から次第に距離を置くようになる。最終的に、1940年にはカトリック教会への加盟とともに党との関わりは断たれることになる。カトリック教会への加入によってドーデラーはトマス・アクィナスの著作の耽読に没頭するようになる。トマスの思想はのちのドーデラーの作品に大きな影響を与えることになる。ナチス党との関わりは絶ったものの、ドーデラーは党を脱退することはなかった。戦後ドーデラーはこれに関して「野蛮な過ち」と述べている。
1937年にドーデラーはのちに二人目の妻となるエマ・マリア・トーマと知り合う。同年、彼は出版社Verlag C. H. Beckと連絡を取る。翌年にはこの出版社にて彼の最初の長編小説『誰もが犯す殺人』を出版する。
1940年の終わりにドーデラーは徴兵される。騎兵隊の予備将校として、特別な訓練も無いまま空軍へ配備される。様々な地へ派遣された後、ドーデラーは1945年4月にオスロへ派遣され、その地で終戦を迎える。

### 終戦直後
ノルウェーで捕虜となったドーデラーは1945年の終わり頃に解放される。その後1946年の1月末にはオーストリアへ帰還することができた。1946年の5月からドーデラーは再びウィーンで生活することになる。同年、彼は『シュトルードルホーフ階段』の出版の契約を結び、本格的に執筆に取り組むことになる。そして1948年、作品は完成する。

### 1951年-: 作家としての名声
1951年、『窓の灯』と『シュトルードルホーフ階段　あるいはメルツァーと歳月の深み』が出版される。同年、ドーデラーは、10年以上の中断ののち、再び『悪霊』の執筆に取り組むことになる。『悪霊』は1956年に出版され、高い評価を得ることになる。
1952年9月25日、ドーデラーとエマ・マリア・トーマは結婚する。しかしながら二人は同じ家に住むことは無かった。エマ・マリアはランツフートに留まり、ドーデラーはウィーンに住み続けた。ドーデラーは夏の間と年末に数週間から数ヶ月の間バイエルンの妻の元で過ごした。
1956年5月1日、ドーデラーはウィーン第九区アルザーグルントのヴェーリンガー通り５０番に移り住んだ。この家の向かい側には今日ドーデラーの記念碑がある。1958年ドーデラーは『長編小説第7番』の執筆に取り掛かる。
1962年には長編小説『メロヴィンガー　もしくは一族の全体』が出版され、よく売れる。1963年には『長編小説第7番』第1部『スルニの滝』がフランクフルター・アルゲマイネ紙上に連載される。未完成の第二部『グレンツヴァルト』は遺稿として1967年に出版される。
1966年12月23日、ドーデラーは大腸ガンで亡くなる。彼はウィーンのグリンツィンガー墓地に埋葬されている。

## 著作一覧

### 生前に出版された作品
- 1923: 路地と風景 Gassen und Landschaft. Verlag Rudolf Haybach, Wien.
- 1924: 突破口　Die Bresche. Verlag Rudolf Haybach, Wien.
- 1930: 帝国の秘密　Das Geheimnis des Reichs. Saturn Verlag, Wien.
- 1930: Der Fall Gütersloh. Verlag Rudolf Haybach, Wien.
- 1938: 誰もが犯す殺人　Ein Mord, den jeder begeht. Verlag C. H. Beck, München.
- 1940: 回り道　Ein Umweg. Verlag C. H. Beck, München.
- 1951: 窓の灯　Die erleuchteten Fenster oder Die Menschwerdung des Amtsrates Julius Zihal. Biederstein Verlag, München.
- 1951: シュトルードルホーフ階段　あるいはメルツァーと歳月の深み　Die Strudlhofstiege oder Melzer und die Tiefe der Jahre. Biederstein Verlag, München.
- 1953: 最後の冒険　Das letzte Abenteuer. Reclam Verlag, Stuttgart.
- 1956: 悪霊　ガイレンホフ局長の年代記　Die Dämonen. Nach der Chronik des Sektionsrates Geyrenhoff. Biederstein Verlag, München.
- 1957: 暗がりの道　Ein Weg im Dunklen. Biederstein Verlag, München.
- 1958: Die Posaunen von Jericho. Verlag der Arche, Zürich.
- 1959: 長編小説の基礎と機能　Grundlagen und Funktion des Romans. Verlag Glock und Lutz, Nürnberg.
- 1959: 皮袋の折檻　Die Peinigung der Lederbeutelchen. Biederstein Verlag, München.
- 1962: メロヴィンガー　もしくは一族の全体　Die Merowinger oder Die totale Familie. Biederstein Verlag, München.
- 1963: 長編小説第7番第一部　スルニの滝　Roman No. 7/I. Die Wasserfälle von Slunj. Biederstein Verlag, München.
- 1964: 接線　作家の日記　Tangenten. Tagebuch eines Schriftstellers 1940–1950. Biederstein Verlag, München.
- 1966: 黒い星の下で　Unter schwarzen Sternen. Biederstein Verlag, München.
- 1966: 私の十九の履歴書と九つの話　Meine neunzehn Lebensläufe und neun andere Geschichten. Biederstein Verlag, München.

### 遺稿より
- 1967: 長編小説第7番第二部　グレンツヴァルト　Roman No. 7/II. Der Grenzwald. Biederstein Verlag, München.
- 1968: 初期韻文詩/ 突破口/ ユッタ・バンベルガー/ 帝国の秘密　Frühe Prosa. Die Bresche – Jutta Bamberger – Das Geheimnis des Reichs. Biederstein Verlag, München.
- 1969: Repertorium. Biederstein Verlag, München.
- 1970: ドラゴンの帰還　Die Wiederkehr der Drachen. Biederstein Verlag, München.
- 1972: 短編小説集　Die Erzählungen. Biederstein Verlag, München.
- 1976: Commentarii 1951 bis 1956. Tagebücher aus dem Nachlaß. Biederstein Verlag, München.
- 1986: Commentarii 1957 bis 1966. Tagebücher aus dem Nachlaß. Biederstein Verlag, München.
- 1986: ドーデラー/ギュータースロー往復書簡　Heimito von Doderer / Albert Paris Gütersloh: Briefwechsel 1928–1962. Biederstein Verlag, München.
- 1991: Die sibirische Klarheit. Biederstein Verlag, München.
- 1996: ウィーンの話になる歴史のついての考察　Gedanken über eine zu schreibende Geschichte der Stadt Wien. Edition Graphischer Zirkel, Wien.
- 1996: 日記1920–1939 Tagebücher 1920–1939 (Zwei Bände). Verlag C. H. Beck, München.
- 1996: Von Figur zu Figur. Briefe an Ivar Ivask über Literatur und Kritik. Verlag C. H. Beck, München.
- 2006: Studien und Extremas. Aus den Skizzenbüchern der Jahre 1923–1939. In: Sinn und Form. Band 58, 2006, Heft 6.
- 2007: Chronique Scandaleuse oder René und die dicken Damen. In: Krachkultur. 11/2007.
- 2009: Seraphica – Montefal. Verlag C. H. Beck, München.

## 映像化作品
- 1979: 誰もが犯す殺人　Ein Mord, den jeder begeht
- 1982: メルツァーもしくは歳月の深み　Melzer oder Die Tiefe der Jahre
- 1986: デブリンガー博士の日記　Das Diarium des Dr. Döblinger (4 Erzählungen)
- 2002: スルニの滝　Die Wasserfälle von Slunj

## 受賞歴
- 1954: Ehrengabe vom Kulturkreis der Deutschen Wirtschaft im BDI e.V.
- 1957: Großer Österreichischer Staatspreis für Literatur
- 1961: Literaturpreis der Stadt Wien
- 1966: Wilhelm-Raabe-Preis
- 1966: Ehrenring der Stadt Wien